# کلاریس تیلور
کلاریس تیلور (انگلیسی: Clarice Taylor؛ ۲۰ سپتامبر ۱۹۱۷ – ۳۰ مهٔ ۲۰۱۱) یک هنرپیشه اهل ایالات متحده آمریکا بود. 
از فیلم‌ها یا برنامه‌های تلویزیونی که وی در آن نقش داشته است می‌توان به سامرزبای اشاره کرد.